# Brain Drain
Brain Drain är ett musikalbum av Ramones, släppt den 23 maj 1989. Det var basisten Dee Dee Ramones sista album med gruppen. Låten "Pet Sematary", skriven för Stephen King-filmen Jurtjyrkogården, blev den stora hiten från skivan.

## Låtlista
Sida ett
1. "I Believe in Miracles" (Dee Dee Ramone, Daniel Rey) - 3:19
2. "Zero Zero UFO" (Dee Dee Ramone, Daniel Rey) - 2:25
3. "Don't Bust My Chops" (Dee Dee Ramone, Joey Ramone, Daniel Rey) - 2:28
4. "Punishment Fits the Crime" (Dee Dee Ramone, Richie Stotts) - 3:05
5. "All Screwed Up" (Joey Ramone, Andy Shernoff, Marky Ramone, Daniel Rey) - 3:59
6. "Palisades Park" (Charles Barris) - 2:22

Sida två
1. "Pet Sematary" (Dee Dee Ramone, Daniel Rey) - 3:30
2. "Learn to Listen" (Dee Dee Ramone, Johnny Ramone, Marky Ramone, Daniel Rey) - 1:50
3. "Can't Get You Outta My Mind" (Joey Ramone) - 3:21
4. "Ignorance Is Bliss" (Joey Ramone, Andy Shernoff) - 2:38
5. "Come Back, Baby" (Joey Ramone) - 4:01
6. "Merry Christmas (I Don't Want to Fight Tonight)" (Joey Ramone) - 2:04